# Memnospora

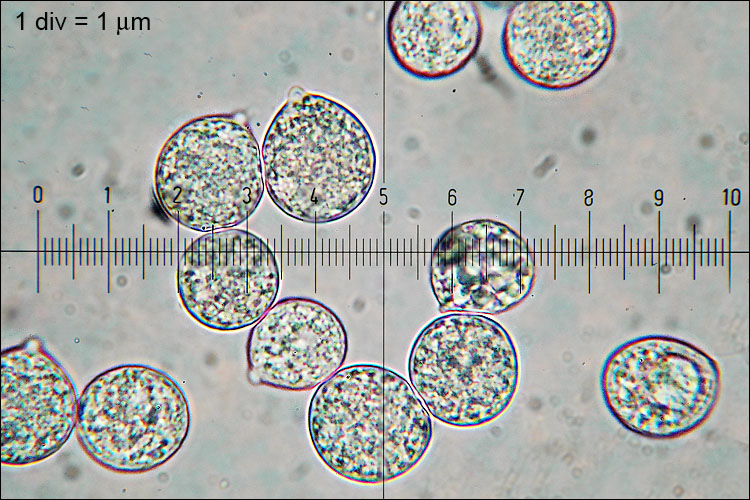
Typowe memnospory – zarodniki monetki bukowej

Memnospora – zarodnik służący rozprzestrzenianiu się i rozmnażaniu organizmów, w odróżnieniu od xenospor (ksenospor), które służą przetrwaniu niekorzystnych dla organizmu warunków środowiska. Wśród memnospor są zarówno zarodniki powstające w procesie rozmnażania bezpłciowego (mitospory), jak i zarodniki powstające w procesie rozmnażania płciowego (mejospory). U grzybów jednak zarodniki płciowe (askospory i bazydiospory) to głównie memnospory.
Memnospory charakteryzują się wytwarzaniem cienkich ścian komórkowych, wskutek czego ich okres przeżywalności jest stosunkowo krótki. W stanie uśpienia mogą przetrać znacznie krócej niż xenospory, w sprzyjających warunkach środowiska znacznie szybciej natomiast kiełkują. Zazwyczaj mają bogatą ornamentację ścian komórkowych. Szorstka powierzchnia umożliwia im przyczepienie się do podłoża, co ma szczególne znaczenie u grzybów nadrzewnych.
Typowymi memnosporami są zarodniki grzybów.